# Campeonato Europeo de Pentatlón Moderno de 2020
El XXIX Campeonato Europeo de Pentatlón Moderno se iba a celebrar en Székesfehérvár (Hungría) entre el 30 de junio y el 5 de julio de 2020 bajo la organización de la Unión Internacional de Pentatlón Moderno (UIPM) y la Federación Húngara de Pentatlón Moderno. Pero debido a la pandemia de COVID-19 el evento fue cancelado.